# Ursula Leemann

Ursula Leemann (1991)

Ursula Leemann-Bosshard (* 7. Oktober 1936 in Winterthur; gestorben 13. Juni 2013) war eine Schweizer Politikerin (SP). Sie sass von 1991 bis Ende 1999 im Nationalrat. Zudem präsidierte sie 1989/90 den Zürcher Kantonsrat.

## Beruflicher Werdegang
Ursula Leemann studierte als einzige Frau ihres Jahrgangs Biologie an der ETH Zürich und promovierte auch in diesem Fach. Sie arbeitete und studierte zwei Jahre in Pennsylvania (USA).

## Politische Tätigkeit
1978 wurde Ursula Leemann in den Zürcher Kantonsrat gewählt. Vier Jahre lang präsidierte sie dort die SP-Fraktion. 1989/90 war sie Kantonsratspräsidentin. Sie war erst die zweite Frau in diesem Amt. Zum ersten Mal waren damit die beiden höchsten Politämter des Kantons Zürich in Frauenhand – denn Hedi Lang präsidierte gleichzeitig die Kantonsregierung. 1991 trat Ursula Leemann zurück und wurde in den Nationalrat gewählt. Dort präsidierte sie 1998/99 die Finanzdelegation, welche den gesamten Finanzhaushalt des Bundes überprüft und überwacht. Zudem war sie Mitglied der Parlamentarischen Untersuchungskommission, welche die Organisations- und Führungsprobleme in der Pensionskasse des Bundes untersuchte, die dem damaligen SP-Bundesrat Otto Stich unterstand. Der Bericht dieser Untersuchungskommission war kritisch gegenüber Leemanns Parteigenosse Stich. Dafür kritisierte der damalige SPS-Präsident Peter Bodenmann sie öffentlich an einer Medienkonferenz, wofür er sich an einer Parteiversammlung später ebenfalls öffentlich entschuldigte. Allgemein galt Ursula Leemann als stille Schafferin jenseits des Rampenlichts. 1999 verzichtete Ursula Leemann auf eine nochmalige Kandidatur.
Ursula Leemann setzte sich politisch für den Schutz der Umwelt und soziale Gerechtigkeit ein.
Sie setzte ihre politische Karriere mit der Wahl in den Zürcher Verfassungsrat fort, den sie 2001/02 auch präsidierte.

## Leben
Ursula Leemann kam in Winterthur als Tochter des Besitzers eines kleinen Sanitärgeschäftes zur Welt. Ursula Leemann-Bosshard war mit dem Elektroingenieur Robert Leemann verheiratet.  Das Paar hatte keine Kinder. Er starb sieben Jahre vor ihr. Aus einem Legat von Ursula Lehmann flossen 100'000 Franken ins Kapital der Genossenschaft Wirtschaft zum guten Menschen. Die SP-nahe Genossenschaft hatte einen Ort des politischen Austauschs zum Ziel. 2019 übernahm sie das geschichtsträchtige Restaurant „Café Boy“ in Zürich Aussersihl.